# Stadio Giuseppe Sinigaglia
Stadio Giuseppe Sinigaglia – stadion piłkarski w Como, we Włoszech. Został otwarty 30 lipca 1927 roku. Może pomieścić 13 602 widzów. Swoje spotkania rozgrywają na nim piłkarze klubu Como 1907.

## Historia
Budowa stadionu rozpoczęła się w październiku 1926 roku, a jego otwarcie miało miejsce 30 lipca 1927 roku. Obiekt pierwotnie posiadał bieżnię lekkoatletyczną, którą otaczał betonowy tor kolarski (dziś ani bieżnia, ani tor już nie istnieją). Na przestrzeni lat stadion przechodził wiele modernizacji, np. w 1990 roku od podstaw zbudowano nową trybunę główną. W 2002 roku zlikwidowano żelbetowe trybuny na zachodnim łuku, zastępując je następnie trybunami opartymi na metalowej konstrukcji. W latach 1960–1974 na tym stadionie finiszował jednodniowy wyścig kolarski Giro di Lombardia. W 2013 roku rozegrano na nim turniej finałowy „final four” rozgrywek NextGen Series. Obiekt położony jest nad jeziorem Como, w jego bliskim sąsiedztwie znajduje się m.in. hangar Aero Clubu Como. Stadion nosi imię Giuseppe Sinigaglii, pochodzącego z Como wioślarza, poległego podczas I wojny światowej.